# Хазард, Тьерри
Тьерри Гесто (фр. Thierry Gesteau; также известный как Тьерри Хазард) — французский певец.

## Биография
Родился в Компьене и вырос в Севре.
В 1980-е годы он стал солистом группы GPS (Garage Psychiatric Suburban), а также выпустил несколько сольных проектов.
В 1990 году его сингл "Le Jerk" стал хитом, а первый сольный альбом "Pop Music" имел большой успех благодаря нескольким популярным песням.
В 1994 году вышел его второй альбом "Où Sont Passés les beatniks?", в котором были такие треки, как "Julie Est Trop Prude" и "Où Sont Passés les beatniks?", но альбом не стал популярным.

## Дискография

### Альбомы
- Pop Music (1990)
- Où Sont Passés les beatniks?(1994)

### Сборник
- Le Jerk (2000)

### Синглы
- Poupée psychédélique (1988)
- Le Jerk (1989)
- Poupée psychédélique (1990)
- Les Brouillards de Londres (1991)
- Un Jour c'est oui, un Jour c'est non (1991)
- Les Temps sont durs (1991)
- Julie est trop prude (1994)
- Où sont passés les beatniks? (1994)